# Бармы

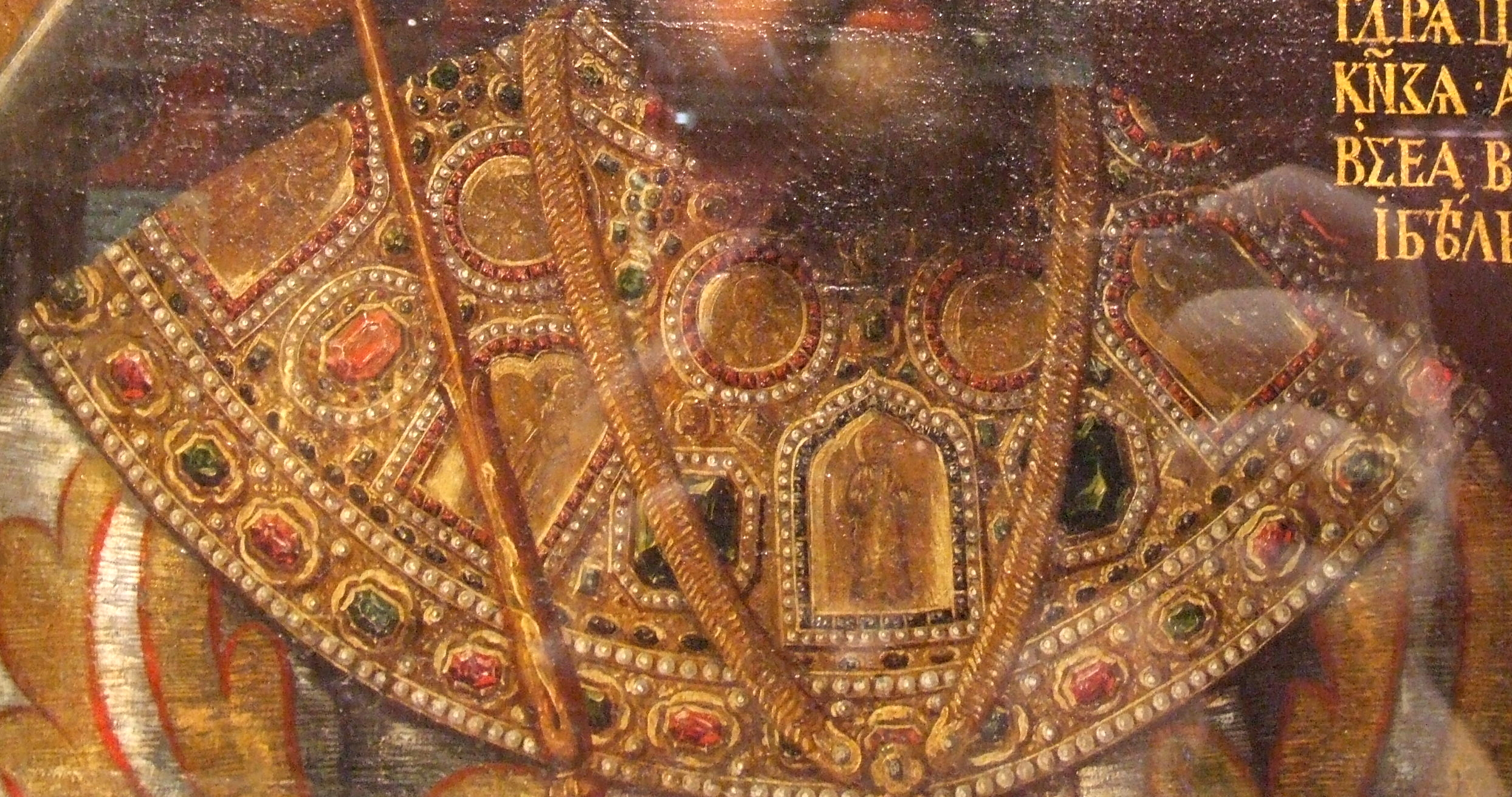
Царь Алексей Михайлович (фрагмент) с шитыми бармами-оплечьем

Бармы — оплечье, русское мужское украшение, регалия.
Этим словом именуются два типа украшений:
- металлическое ожерелье (Древняя Русь);
- тканевый широкий воротник с нашитыми на него металлическими бляшками - изображениями религиозного характера и драгоценными камнями, надеваемый поверх парадного платья; часть парадной княжеской одежды, а к концу XV века — великокняжеской, потом царская регалия. Предметы до XVII века известны только по описаниям.

## Древнерусские бармы

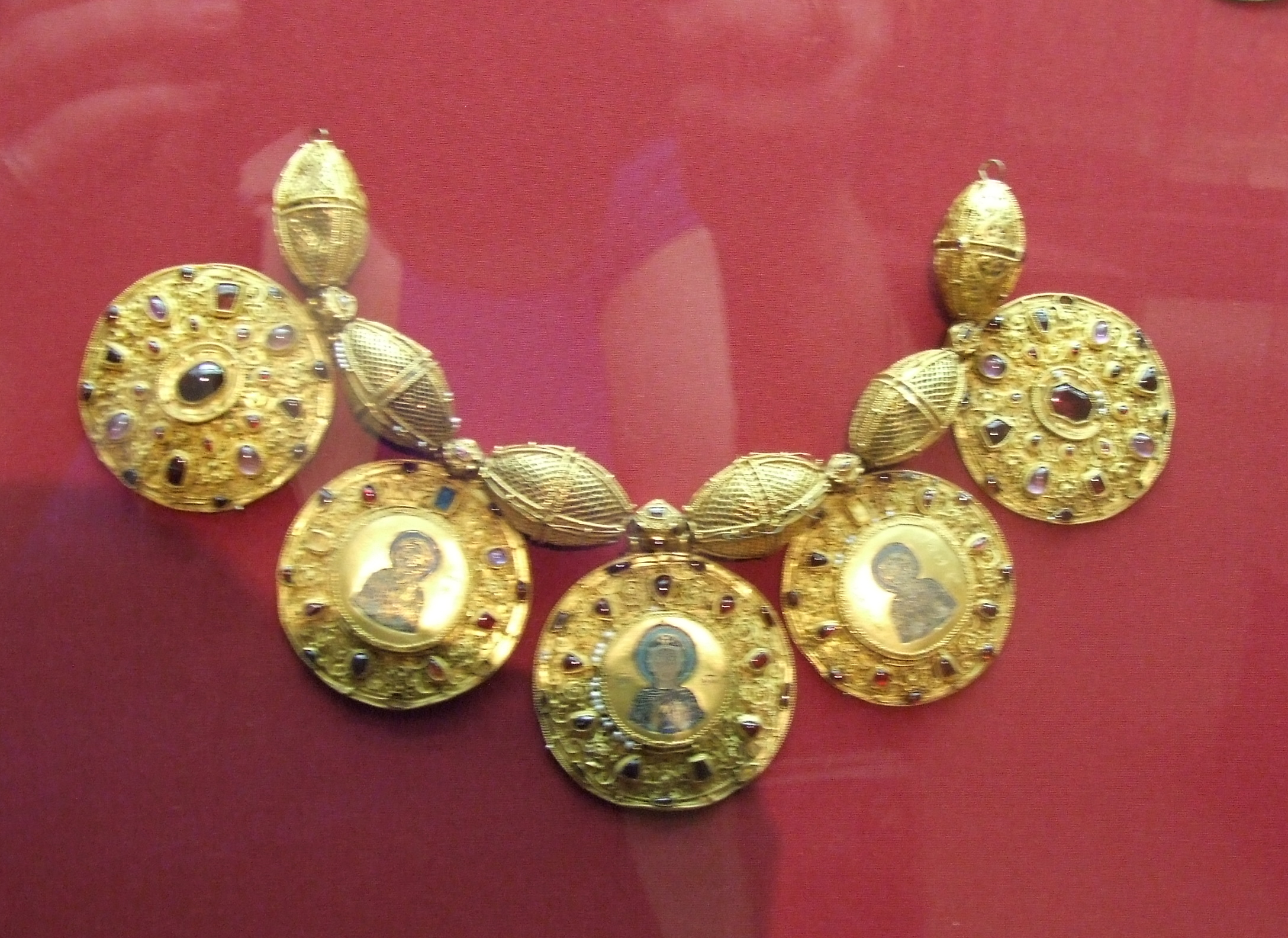
Бармы-ожерелье XII века, найденные в 1822 году в Старой Рязани (Оружейная палата)

«Бармами» называют ювелирное украшение-оплечье Древней Руси: круглые медальоны на цепи, ожерелье.
Сохранилось несколько таких предметов. Самыми известными являются бармы из Старой Рязани, найденные крестьянами Ефимовыми в 1822 году и  хранящиеся в Музеях Московского Кремля, а также серебряное Суздальское оплечье 12-13 веков из ГИМа. Также бармы 12 века, найденные у д. Сельцы Старорусского уезда в 1892 году, хранятся в Новгородском музее.
После находки графом Сергеем Уваровым Суздальского оплечья в 1851 году он написал одноименную статью, в которой характеризовал имеющиеся образцы подобного искусства и переход от металлических к шитым.

## Регалии
В русских описях бармы именуются также "диадемами".

### Византия

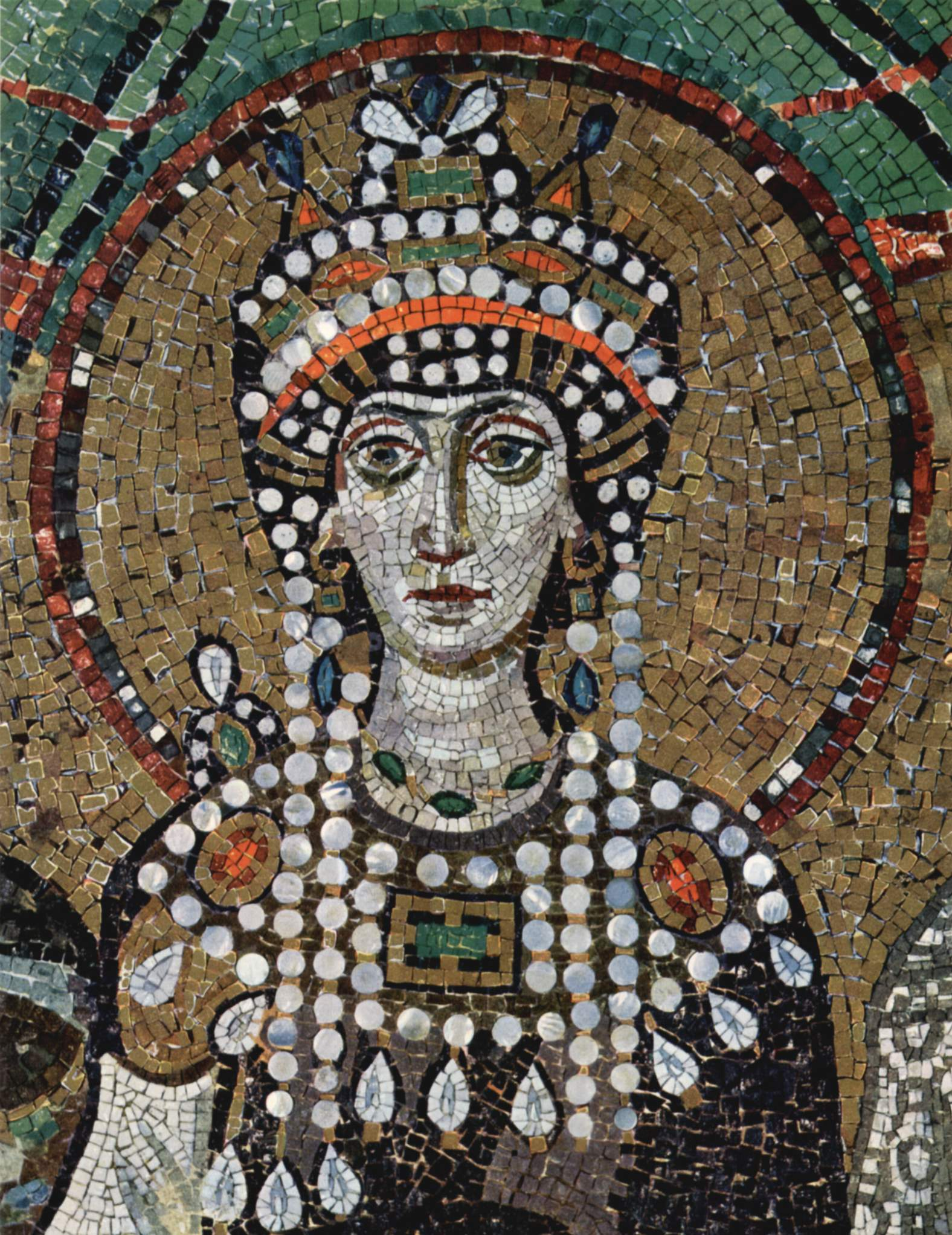
Императрица Феодора (Равенна)

Бармы из круглых металлических щитков-дробниц, скреплённых шнурами и украшенных драгоценными камнями и эмалями, появились в Византии, где входили в парадную одежду императоров. 
Исследовательница Н.В. Жилина пишет:  "Круговые императорские оплечья с круглыми драгоценными украшениями по изображениях в женском уборе известны с VI-VII вв. (императрица Феодора, мозаика собора Сан-Витале в Равенне, 545-547 гг.; св. Агнеса Римская, мозаика в церкви Сант-Аньезе-фуори-ле-Мура, 625-638 гг., Рим), в мужском - с XI в. (Константин IX Мономах, мозаика Софийского собора в Константинополе, около середины XI в.). Изображения не позволяют различить на оплечьях медальоны".

### Русь (по источникам)
В Россию, по преданию, их впервые прислал из Византии император Алексей I Комнин для Владимира Мономаха. Легенда о дарах византийского императора Константина IX, барме и шапке Мономаха, отражена в «Сказании о князьях владимирских» (XVI век), а также в рельефах и надписях (1551) на царском месте из Успенского собора Московского Кремля: «Откуда бе и како начаша ставити на великое княжество святыми бармами и царским венцом». В предании о присылке царского чина греческим императором Константином сказано:
«Ожерелье, сиречь Святыя Бармы, яже на плещу свою возлагаше».
Однако первое летописное упоминание о них встречается под 1216 годом и сообщает, что «облечье», шитое золотом, носится всеми князьями. Первое упоминание о «бармах» встречается в 1328 году в духовной грамоте великого князя Ивана Калиты о передаче имущества (в том числе и бармы) по наследству старшему сыну Симеону. Сведения о княжеских бармах, наследуемых сыновьями, неоднократно встречаются в русских летописях за 1339, 1358, 1389 годы. 
Как коронационные регалии впервые упоминаются в 1498 году — их вместе с «венцом» (видимо, Шапкой Мономаха) возложили на князя Дмитрия Внука во время поставления на княжеский престол, совершившегося впервые в истории России в 1498 году в Успенском соборе Московского Кремля.
Бармы Ивана Калиты и Ивана III не сохранились. 

### Московское царство

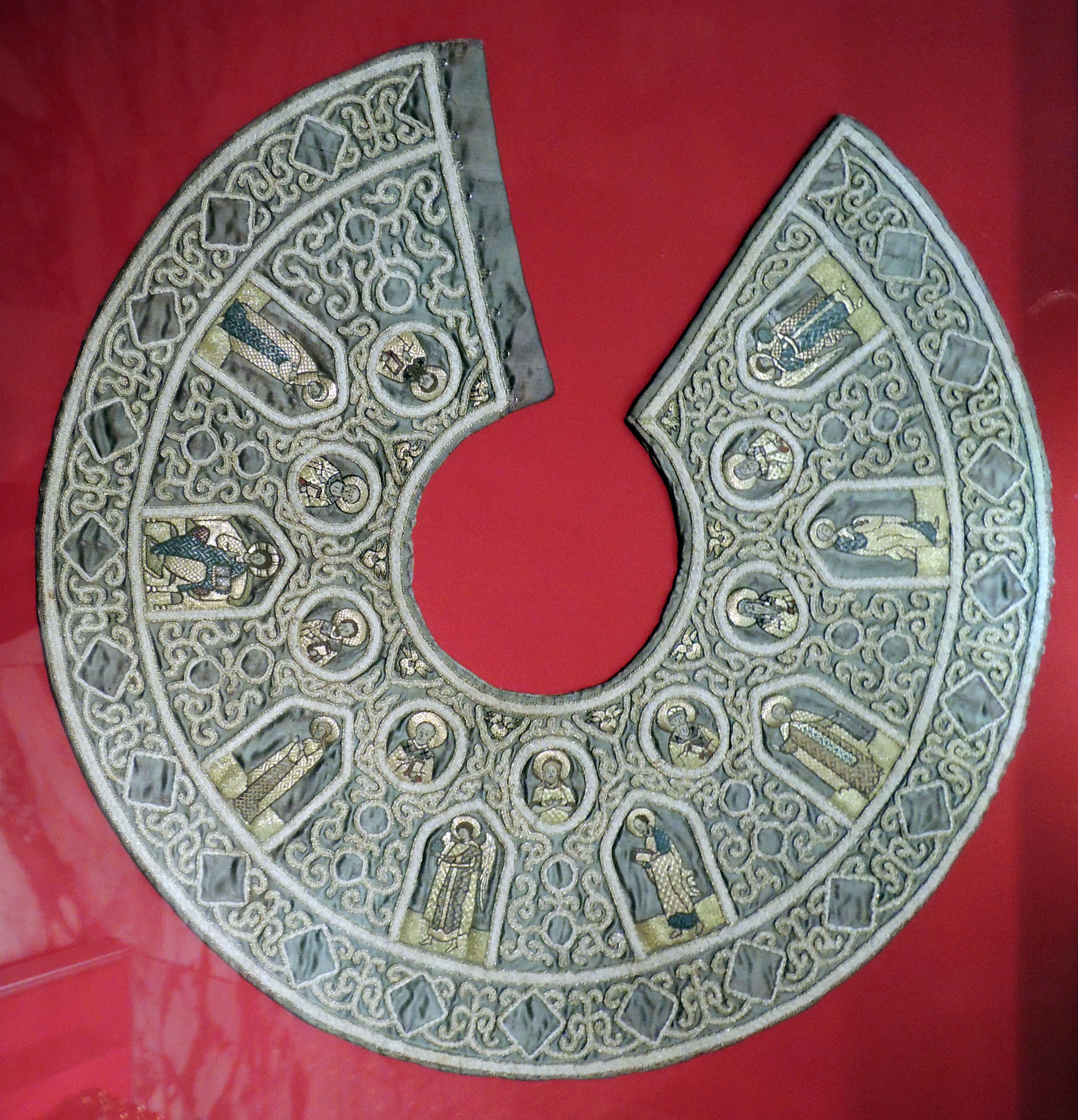
Бармы Михаила Федоровича

В XVI—XVII веках были составлены подробные "Чины венчания на царство российских царей", где определён порядок перенесения и возложения на государя бармы, венца, креста с животворящим древом, скипетра, державы, входящих в «Большой наряд», предназначенный для венчания на царство. 
С середины XVI века до начала XVIII века бармы надевались русскими князьями и царями при коронации и во время торжественных выходов.
Перед венчанием на царство бармы выносили из хранилища царских одежд и регалий в Успенский собор и оставляли на золотом блюде в алтаре. На венчании после возложения на царя наперсного креста митрополит направлял в алтарь двух архимандритов и игумена за бармами, которые отдавали их епископам, подававших бармы митрополиту. После трёх поклонов и целования митрополит, ознаменовав бармами царя, возлагал их на него, благословляя крестом. После возложения барм следовало возложение венца.
Бармы, если судить по сохранившимся экземплярам, выполнялись в технике сюжетного и орнаментального шитья или в виде нашивных золотых дробниц с изображением Деисуса, святых, праздников.

Они хранились в великокняжеской или царской казне.

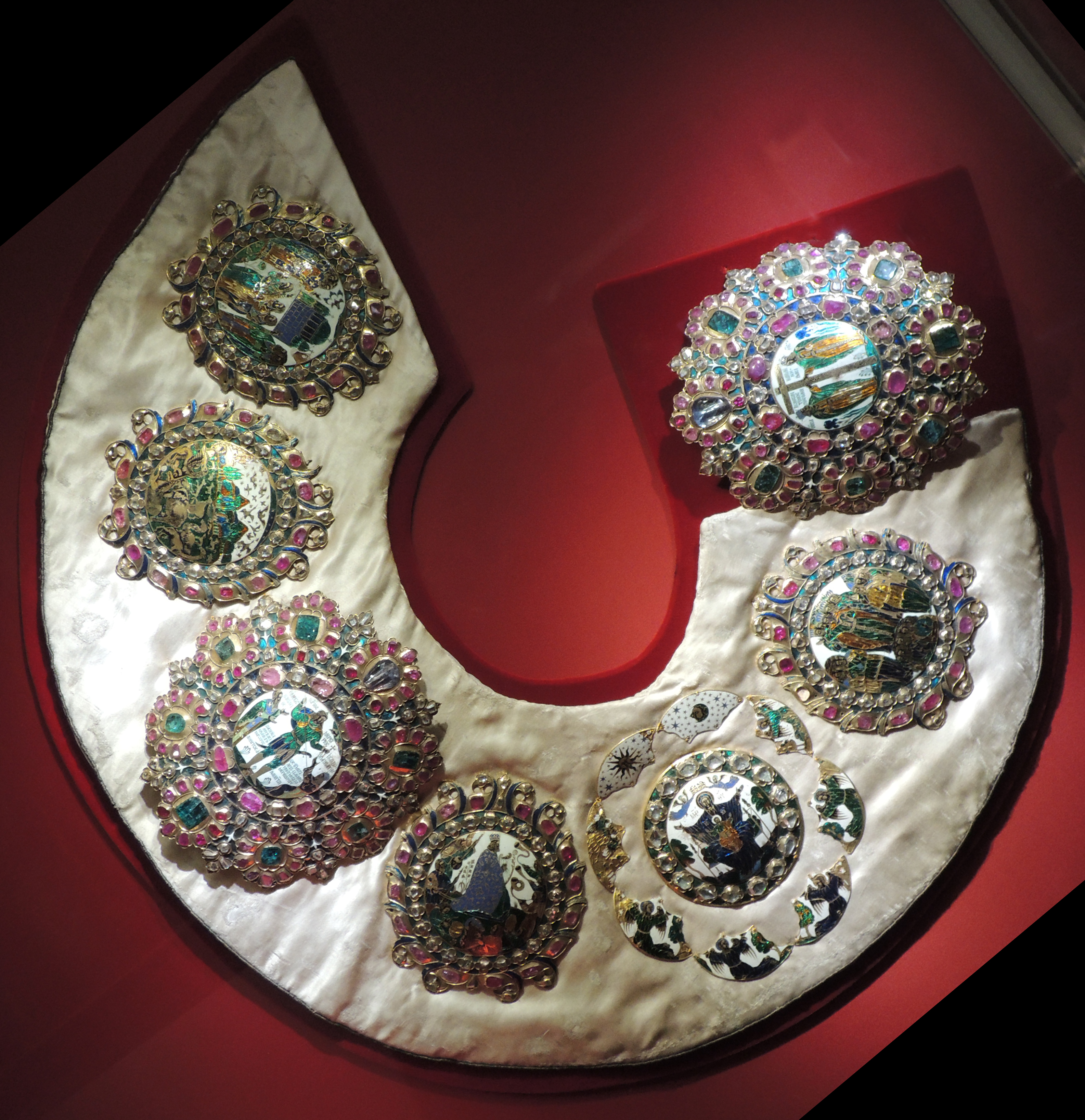
Бармы Алексея Михайловича

В Оружейной палате Музеев Кремля хранятся несколько барм, из них особенно примечательны бармы Алексея Михайловича, выполненные в 1662 году по его заказу в Царьграде: широкий круглый воротник белого шёлка, к которому крепятся семь золотых эмалевых медальонов: «Венчание Пресвятой Богородицы», «Обретение Креста святыми Константином и Еленой», «Св. Василий Великий и св. воин Меркурий, поражающий копьем имп. Юлиана», «Пение псалмов царём Давидом», «Сотворение мира», «Цари, апостлы, праведники», «Сошествие Святого Духа». Каждый медальон обрамлён широкой оправой, усыпанной драгоценными камнями: рубинами, изумрудами, алмазами в золотых кастах и вставками с полихромной эмалью.

### Список
В Оружейной палате (по альбому Солнцева), по состоянию на середину XIX века, хранились:
- Бармы греческого дела (царя Алексея Михайловича) — II половина XVII в., Стамбул. Выполнены в «Царьграде» по заказу царя. «Это круглый шелковый воротник, украшенный семью драгоценными медальонами. Центрами медальонов служат круглые золотые пластинки, на которых разноцветными эмалями, прозрачными и глухими, исполнены религиозные композиции»[9].
- Древние шитые бармы царя Михаила Фёдоровича. Ткань — атлас, XII в., Италия. Шитьё: 1629—1645, Россия.
- Древние шитые бармы (вторые). Современное описание: Бармы. 1682 г.; ткань - Италия, XVII в. Инв. Тк-648.[10]
- Древние золотые бармы Старорязанского клада (выкопаны в 1822 году, не были царской регалией)

Судя по онлайн-каталогу Музеев Кремля, также там хранятся сегодня:
- Бармы. XVI в. Мастерские Московского Кремля. Инв. Тк-649[11]
- Бармы. Конец XVI в., атлас, камка - вторая половина XVI в. Мастерская царицы Ирины Годуновой. Принадлежали царю Федору Иоанновичу. Инв. Тк-2857[12].

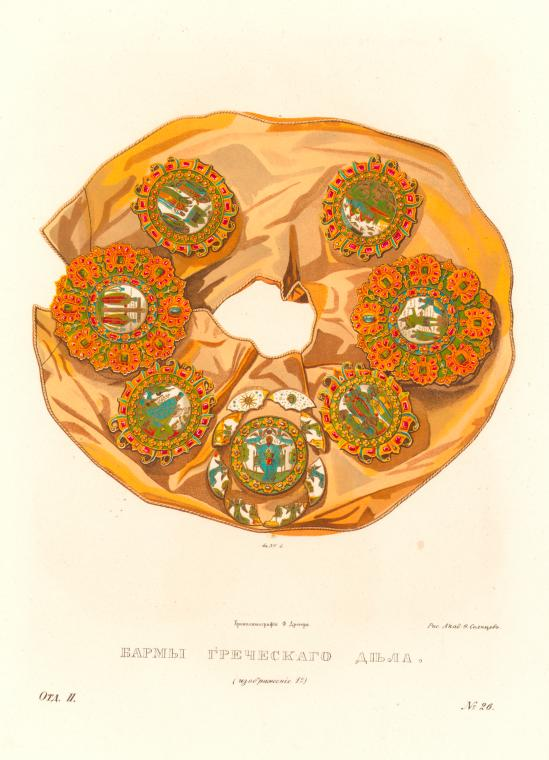
Бармы Алексея Михайловича
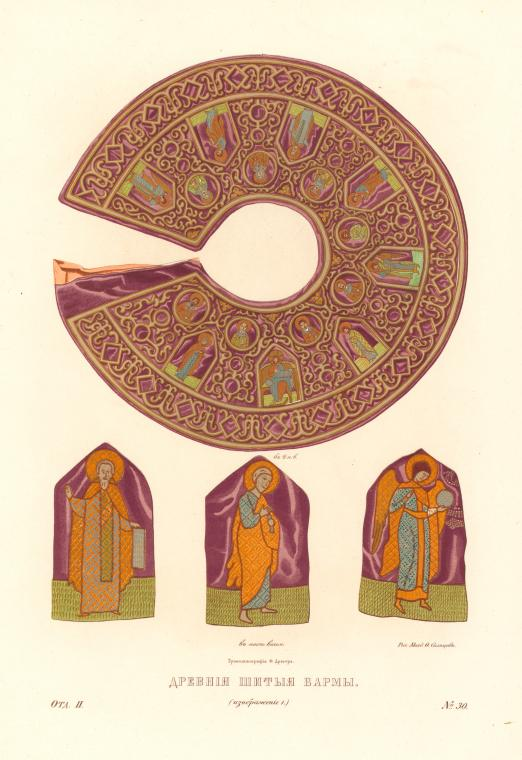
Бармы Михаила Фёдоровича
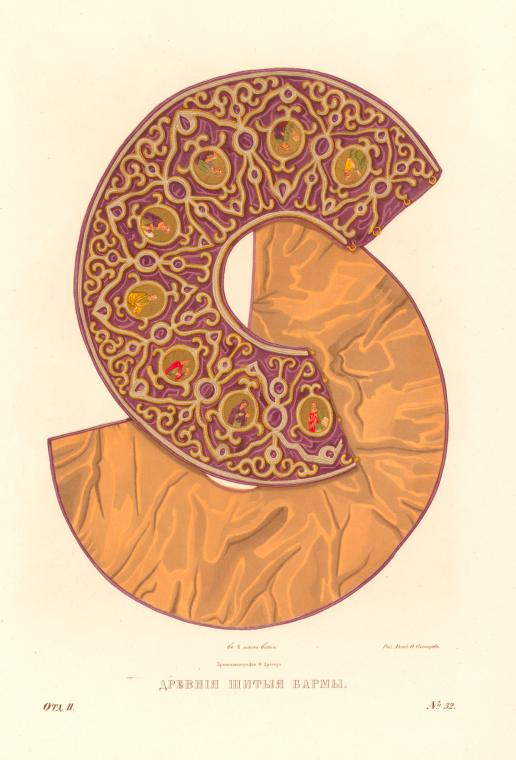
Древние шитые бармы (вторые)